# Cheniménil
Cheniménil è un comune francese di 1 183 abitanti situato nel dipartimento dei Vosgi nella regione del Grand Est.
Qua è nata l'attrice Emmanuelle Riva.

## Società

### Evoluzione demografica
Abitanti censiti